# Germplasm Resources Information Network
Germplasm Resources Information Network, GRIN (Xarxa d'Informació de Recursos de Germoplasma) és un projecte de programari en línia: Programa Nacional de Recursos Genètics del Departament d'Agricultura dels Estats Units (USDA) per gestionar integralment la base de dades informatitzada del germoplasma vegetal recollit pel National Plant Germplasm System
GRIN ha ampliat el seu paper per gestionar la informació sobre els repositoris de germoplasma d'espècies d'insectes (invertebrats), de microbis i d'espècies d'animals. El lloc és un recurs valuós per a la identificació d'informació taxonòmica (noms científics), i també de noms comuns. Té més de 500.000 entrades (de varietats diferents, de cultivars, etc.) que abasten 10.000 espècies. Conté plantes tant d'importància econòmica com salvatges. Inclou plantes com ara males herbes invasores o nocives, amenaçades o en perill, i també dades de la distribució del seu hàbitat a tot el món. GRIN també incorpora la base de dades Economic Plants Database.
La xarxa és mantinguda per la Unitat de Gestió de Bases de Dades de GRIN (GRIN / DBMU). GRIN està sota la supervisió de National Germplasm Resources Laboratory (NGRL) a Beltsville, Maryland, 

## Subprojectes
La missió declarada de GRIN és donar suport als projectes següents: 
- Sistema Nacional de Germoplasma de Plantes (NPGS)
- Programa Nacional de Germoplasma Animal (NAGP)
- Programa Nacional de Germoplasma Microbià (NMGP)
- Programa Nacional de Germoplasma d'Invertebrats (NIGP)